# عموخانزي سفلي
عموخانزي سفلي (بالفارسية: عموخانزی سفلی) هي قرية تقع في أذربيجان الغربية في إيران. يقدر عدد سكانها بـ 31 نسمة بحسب إحصاء 2016.